# XEV Yoyo

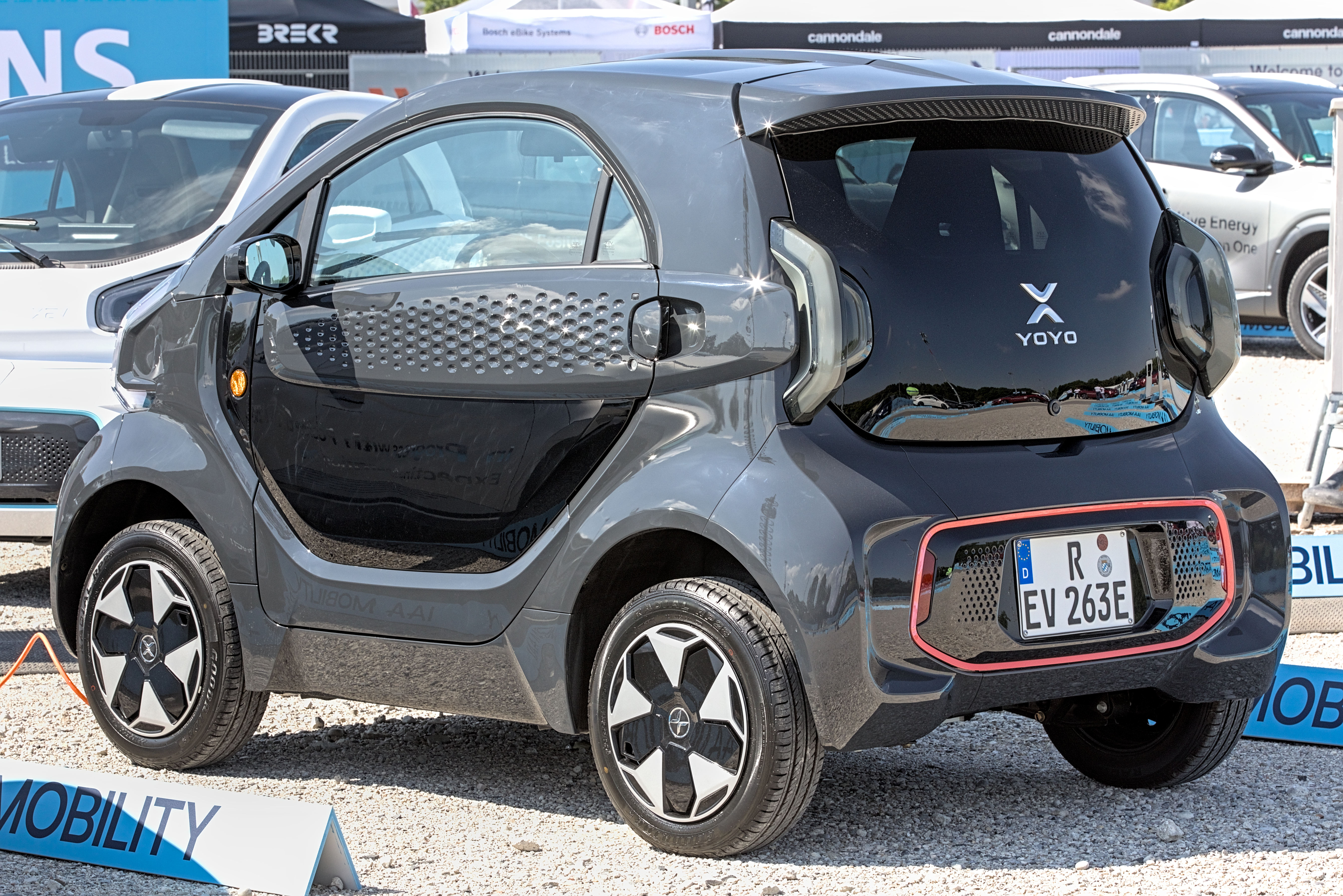
Heckansicht

Der XEV Yoyo ist ein Elektro-Leichtfahrzeug, der seit 2021 produziert und von der italienischen Automarke XEV vermarktet wird.

## Geschichte
Im Dezember 2019 präsentierte das Start-up-Unternehmen XEV ein Vorserienmodell seines ersten Autos, bei dem die vielen Kunststoffteile aus dem 3D-Drucker kamen.
Das Serienmodell wurde im September 2021 auf der IAA in München vorgestellt. Es hat ein Steilheck, große Glasflächen und geschwungene LED-Leuchten. Auch beim Serienfahrzeug werden einige Kunststoffteile, beispielsweise die äußeren Türplanken, mit 3D-Druck erzeugt.
Zur Serienausstattung gehören Klimaanlage, ABS, Panoramadach, elektrische Fensterheber und zwei Lautsprecher. Der Kofferraum des Kleinstwagens fasst bis zu 180 Liter Gepäck.

## Verkauf
Die Produktion von XEV Yoyo begann im September 2021 im chinesischen XEV-Werk in Shanghai mit Westeuropa als Hauptabsatzmarkt. Ohne Subventionen beträgt der Preis in Italien 13.900 € und wird dort üblicherweise mit einem Verkaufspreis von unter 10.000 € beworben. In Deutschland wird das Fahrzeug von Indimo zu Preisen von 15.995 € vermarktet.

## Spezifikationen
XEV Yoyo bietet mit 1,5 m Breite zwei nebeneinanderliegende Sitze. Die Höchstgeschwindigkeit mit dem 15-kW-Motor (Dauerleistung 7,5 kW) beträgt 75 km/h. Bei einem Leergewicht von 400 kg bietet das Fahrzeug 450 kg Zuladung (zulässiges Gesamtgewicht 850 kg). Das entspricht den Maximalwerten der EG-Fahrzeugklasse L7e für vierrädrige Leichtelektromobile.
Eine Besonderheit ist ein Satz austauschbarer Lithium-Eisenphosphat-Akkumulator-Batterien mit 72 V. Die drei Batterien erreichen zusammen eine Kapazität von 10,3 kWh und erlauben damit bis zu 150 km Reichweite im US-Stadtzyklus (Urban Dynamometer Driving Schedule = UDDS). Die etwa 25 kg schweren Batterien können an einer Haushaltssteckdose aufgeladen werden. In Italien, wo das Auto zuerst zugelassen und vertrieben wurde, wurden für die Batterien in Kooperation mit ENI (Agip) Batteriewechselstationen aufgebaut. 2023 gab es dort 30 solcher Wechselstationen, 300 Stück in Europa waren 2023 geplant.
Eine neue verbesserte Version aus dem Jahr 2023 soll durch Veränderungen bei der Rekuperationssteuerung 172 km im gleichen Zyklus erreichen. Auch die elektrische Servolenkung wurde verbessert.